# Gabriel Sedlmayr der Jüngere

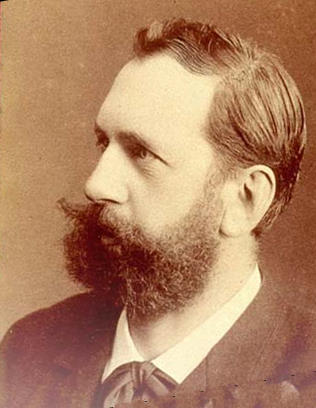
Gabriel Sedlmayr

Gabriel Sedlmayr der Jüngere (* 26. Februar 1811 in München; † 1. Oktober 1891 in Feldafing) war ein deutscher Brauer und bayerischer Kommerzienrat.

## Leben
Gabriel Sedlmayr der Jüngere war ein Sohn Gabriel Sedlmayrs des Älteren, der 1807 die Brauerei Spaten erworben hatte. Nach seiner Gymnasialzeit absolvierte er eine Ausbildung zum Brauer und trat dann eine mehrjährige Reise an, um sich über die europäischen Brauereien zu informieren. Seine dabei gewonnenen Erkenntnisse revolutionierten das deutsche Brauwesen und begründeten den späteren Weltruf des Münchner Bieres.
1839 übernahm er zusammen mit seinem Bruder Joseph die Brauerei seines Vaters. 1842 stieg Joseph aus diesem Geschäft aus und Gabriel Sedlmayr d. J. wurde alleiniger Inhaber. 1866 eröffnete er die Brasserie Bavaroise in Paris. 1871 ließ er in der Spatenbrauerei die von Carl von Linde entwickelte, erste funktionierende Kühlmaschine aufstellen. Der Versuch scheiterte wegen eines undichten Ventils, doch damit machte er Spatenbräu endgültig zur Großbrauerei. 1874 zog er sich ins Privatleben zurück und übergab die Leitung der Brauerei an seine Söhne Johann (1846–1900), Carl (1847–1915) und Anton (1849–1920).
Am 1. Oktober 1891 starb Gabriel Sedlmayr d. J. im Alter von 80 Jahren in Feldafing.

## Familie

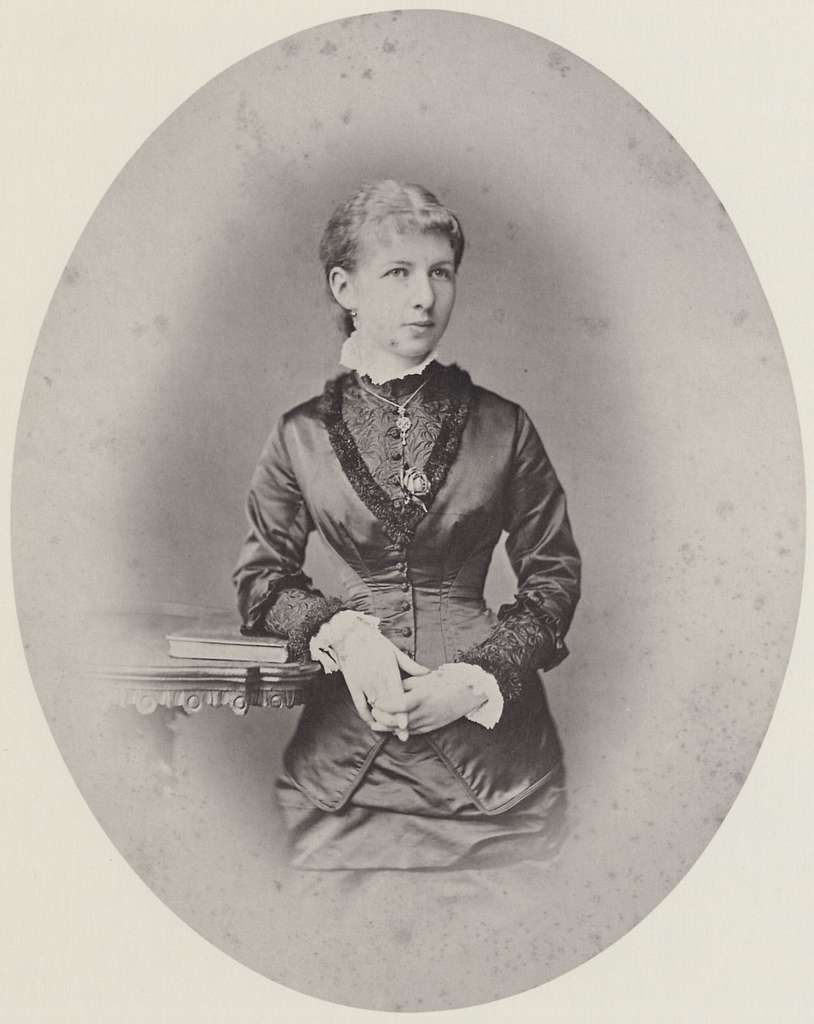
Verlobungsbild von Sedlmayrs Tochter Caecilie Sedlmayr, Frau von Adolf Halbreiter, 1880

Gabriel Sedlmayr d. J. ist der Sohn von Gabriel Sedlmayr d. Ä. (1772–1839), Bierbrauer und Brauereibesitzer des Spatenbräu, und dessen Frau Franziska (geb. Heiß, 1771–1828). Gabriel Sedlmayr d. J. heiratete 1840 Anna Rosalia Schwangart (1818–1892). Aus der Ehe gingen hervor die Kinder:
- Joseph Sedlmayr (1845–1871), Absolvent des Polytechnikums in Stuttgart

- Johann Sedlmayr (1846–1900), Teilhaber an der Spatenbrauerei in München, erster Präsident des Bayerischen Brauerbundes von 1880–1900.

- Carl Sedlmayr (1847–1915), Teilhaber an der Spatenbrauerei in München

- Anton Sedlmayr (1849–1920), Teilhaber an der Spatenbrauerei in München

- Maria Sedlmayr (1851–1897), verheiratet mit Hugo Oberhummer (1844–1905), Kaufmann und Inhaber des Kaufhauses Roman Mayr in München

- Rosina Sedlmayr (1854–1918), verheiratet mit Fritz von Miller (1840–1921), Goldschmied, Prof. an der Kunstgewerbeschule in München

- Caecilia Sedlmayr (1856–1916), verheiratet mit Adolf Halbreiter (1839–1898), Bildhauer, Ziseleur, Professor an der Kunstgewerbeschule in Dresden

- Helene Sedlmayr (1858–1926), verheiratet mit Wilhelm von Miller (1848–1899), Professor für allgemeine Chemie an der Technischen Hochschule München

- Lina Sedlmayr (1860–1942), verheiratet mit Maximilian Schlagintweit, 1849–1935, bayerischer Oberst

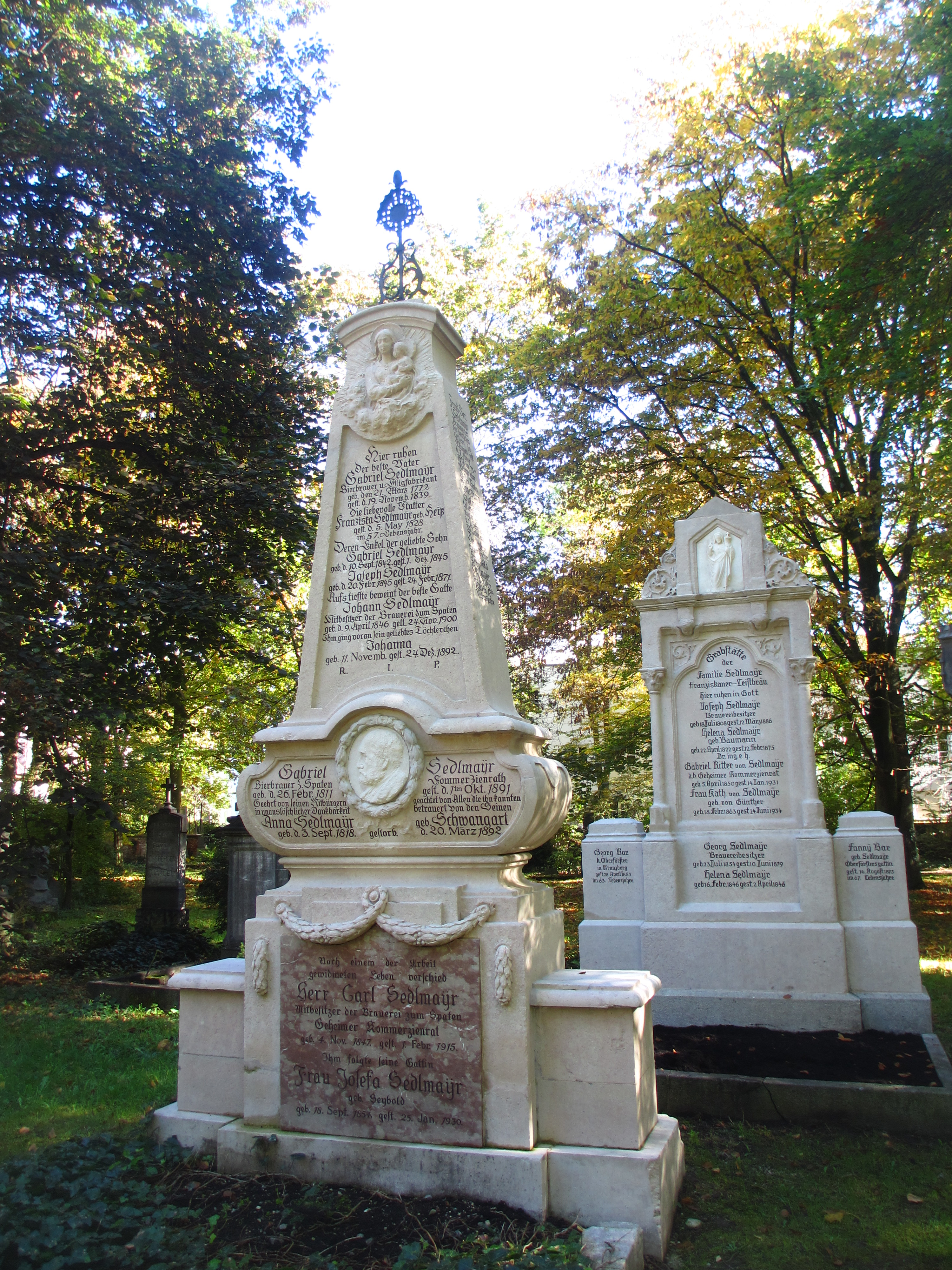
Das Grab von Gabriel Sedlmayr d. J. auf dem Alten Südlichen Friedhof in München ist ein Werk seines Schwagers Gabriel von Seidl

## Grabstätte
Die Grabstätte von Sedlmayr d. J. befindet sich auf dem Alten Südlichen Friedhof in München (Gräberfeld 5 – Reihe 17 – Platz 27/28 Standort). Das Grabmal ist ein Werk seines Schwagers Gabriel von Seidl. In dem Grab liegen auch seine Frau Franziska, sein Vater Gabriel d. Ä., sein Sohn Johann Sedlmayr (1846–1900) mit dessen Tochter Johanna (Nov. 1892-Dez. 1892), sein Sohn Carl Sedlmayr (1847–1915), sein Sohn Joseph Sedlmayr (1845–1871), sein Sohn Carl Sedlmayr (1847–1915) mit dessen Frau Josepha Sedlmayr geb. Seibold (1854–1930). Ebenfalls auf dem Grabmal vermerkt sind auf der rechten Seite des Grabmals Franz Sedlmayr (gest. 1812 im 73. Lebensjahr) Braumeister des deutschen Ordens zu Ellingen und dessen Sohn Johann Georg (gest. 11. Februar 1807 im 33. Lebensjahr) und wiederum dessen Tochter Franziska Sedlmayr (gest. 30. April 1820 im 13. Lebensjahr).

## Ämter
Er gehörte mehreren Vereinen und Komitees an:
- dem Polytechnischen Verein in Bayern an
- dem Komitee zur Gründung der Eisenbahnlinie Rosenheim-Salzburg
- dem Bayerischen Kunstgewerbeverein
- dem bayerischen Landtag seit 1849
- Gabriel Sedlmayer d. J. war Mitbegründer des Bayerischen Brauerbundes und des Kaufmanns Casinos in München.

## Ehrungen
- 1880 wurde Gabriel Sedlmayer d. J. Kgl. Bay. Kommerzienrat.
- 1881 erhielt er die Goldene Bürgermedaille der Landeshauptstadt München.